# Eunidia minima
Eunidia minima là một loài bọ cánh cứng trong họ Cerambycidae.